# ماتياس غوتيريز (لاعب كرة قدم)
ماتياس غوتيريز (بالإسبانية: Matías Gutiérrez)‏ هو لاعب كرة قدم أرجنتيني في مركز الوسط، ولد في 4 مارس 1994 في بوينس آيرس في الأرجنتين. لعب مع Club y Biblioteca Ramón Santamarina ‏.

## وصلات خارجية
- ماتياس غوتيريز (لاعب كرة قدم) على موقع قاعدة بيانات كرة القدم.إي يو (الإنجليزية)
- ماتياس غوتيريز (لاعب كرة قدم) على موقع Soccerway.com (الإنجليزية)